# Kafka à Beira-Mar
Kafka À Beira-mar (海辺のカフカ, Umibe no Kafuka) é um romance de 2002 de Haruki Murakami. O livro conta as histórias do jovem Kafka Tamura, um garoto de 15 anos estudioso que foge de sua maldição edipiana, e Satoru Nakata, um velho homem deficiente com a estranha habilidade de falar com gatos. O livro incorpora temas de música como um canal comunicativo, metafísica, sonhos, destino, e o subconsciente.

## Título
O título do livro, de acordo com Alan Cheuse da NPR , é sugestivo e misterioso para os leitores japoneses - Franz Kafka é classificado como um escritor ocidental que é bem conhecido pelos americanos, mas não é assim no Japão. O psicanalista Hayao Kawai viu um significado especial no nome "Kafka", já que sua versão japonesa, Kafuka (japonês: カフカ), poderia ser uma combinação de 可 (ka, significando bom ou possível) e 不可 (fuka, significando o oposto), conferindo assim ao livro a liminaridade.

## Enredo
Composta por dois enredos distintos, mas inter-relacionados, a narrativa vai e volta entre os dois enredos, ocupando cada enredo em capítulos alternados.
Os capítulos ímpares contam a história de Kafka, de 15 anos, enquanto ele foge da casa de seu pai para escapar de uma maldição edipiana e embarcar em uma busca para encontrar sua mãe e irmã. Após uma série de aventuras, ele encontra abrigo em uma biblioteca privada e tranquila em Takamatsu, administrada pela distante e indiferente senhorita Saeki e pelo inteligente e mais acolhedor Oshima. Lá ele passa seus dias lendo a tradução integral de Richard Francis Burton de As Mil e Uma Noites e as obras coletadas de Natsume Sōseki até que a polícia começa a inquirir sobre ele em conexão com o assassinato de seu pai que ele não sabe que cometeu. Oshima o leva para as florestas da Prefeitura de Kōchi, onde Kafka é finalmente curado.
Os capítulos pares contam a história de Nakata. Eles começam com relatórios militares de um estranho incidente na Prefeitura de Yamanashi, onde várias crianças, incluindo Nakata, colapsam na floresta - Nakata, após o incidente, é a única das crianças que saiu do incidente sem memória e incapaz de ler e escrever. O incidente é inicialmente atribuído a gás venenoso, mas mais tarde é revelado que foi o resultado de um professor lascivo batendo em Nakata. Mais tarde no livro, é mostrado que, devido às suas habilidades misteriosas, Nakata encontrou trabalho de meio período em sua velhice como localizador de gatos perdidos (o trabalho anterior de Murakami, Crônica do Pássaro de Corda, também envolve a busca de um gato perdido). Tendo finalmente localizado e devolvido um gato em particular aos seus donos, Nakata descobre que as circunstâncias do caso o colocaram em um caminho que, se desenrolando um passo de cada vez diante dele, leva o homem analfabeto para longe de seu território familiar e reconfortante. Nakata mata um homem chamado Johnnie Walker, um assassino de gatos. Ele dá um gigantesco salto de fé ao pegar a estrada pela primeira vez em sua vida, incapaz até mesmo de ler um mapa e sem saber onde ele acabará. Ele faz amizade com um motorista de caminhão chamado Hoshino, que o leva como passageiro em seu caminhão e logo se torna muito apegado ao velho. Ele se dirige para Takamatsu, uma força desconhecida que o leva até lá.

## Temas principais
O poder e a beleza da música como meio de comunicação é uma das ideias centrais do romance – o próprio título vem de uma canção que Kafka recebeu em um disco na biblioteca. A música de Beethoven, especificamente o 7° Trio para violino, violoncelo e piano em mi bemol maior "Arquiduque" (op.97), também é usada como uma metáfora redentora. A metafísica também é um conceito central do romance, pois muitos dos diálogos e solilóquios do personagem são motivados por sua indagação sobre a natureza do mundo ao seu redor e sua relação com ele. Entre outras ideias proeminentes estão: as virtudes da auto-suficiência, a relação dos sonhos e da realidade , a ameaça do destino, o domínio incerto da profecia e a influência do subconsciente.

## Estilo
Kafka À Beira-mar demonstra a mistura típica de Murakami de cultura popular, detalhes mundanos, realismo mágico, suspense, humor, um enredo envolvente e sexualidade potente. Também apresenta uma ênfase maior nas tradições religiosas japonesas, particularmente o xintoísmo. Os personagens principais são desvios significativos do protagonista típico de um romance de Murakami, como Toru Watanabe de Norwegian Wood e Toru Okada de Crônica do Pássaro de Corda, que normalmente estão em seus 20 ou 30 anos e têm personalidades bastante monótonas. No entanto, muitos dos mesmos conceitos que foram desenvolvidos pela primeira vez nestes e em outros romances anteriores ocorrem novamente em Kafka À Beira-mar.
Hegel tem uma influência no livro e é referenciado diretamente em um ponto.
Também é possível que se faça referência indireta a Nietzsche, especificamente ao seu Além do Bem e do Mal. Nietzsche começa com um capítulo dedicado aos "espíritos livres", descritos como aqueles que se libertaram do dogmatismo e transcenderam a necessidade da verdade objetiva. Em Kafka, encontramos uma discussão sobre a obra do pai de Kafka como escultor, obra caracterizada por Oshima como "poderosa" e "intransigente", na qual Kafka expressa sua percepção de que a obra de seu pai partiu de algo inusitado. Oshima afirma e desenvolve essa ideia, sugerindo que o pai de Kafka estava ligado a alguma fonte última: "Algo além do bem e do mal. A fonte do poder, você pode chamá-lo". Em outra passagem, uma referência talvez semelhante é feita no diálogo entre Hoshino e o Coronel Sanders. Sanders explica sobre si mesmo: "... não preciso julgar se as pessoas são boas ou más. Da mesma forma, não preciso agir de acordo com os padrões do bem e do mal". Ao que Hoshino responde: "Em outras palavras, você existe além do bem e do mal"

## Personagens

### Humanos
Kafka Tamura
O verdadeiro nome do personagem nunca é revelado ao leitor. Depois de fugir de casa, ele escolhe o novo nome "Kafka", em homenagem ao escritor Franz Kafka. Kafka é descrito como sendo musculoso para sua idade e um "garoto legal, alto e de quinze anos carregando uma mochila e um monte de obsessões". Ele também é filho do famoso escultor Koichi Tamura. Sua mãe e irmã deixaram a família quando ele tinha quatro anos e ele não consegue se lembrar de seus rostos. Ele ocasionalmente interage com seu alter ego metafísico "O menino chamado Corvo" ("Kafka" soa como "kavka", que significa "gralha", um pássaro parecido com um corvo, em tcheco). Corvo diz a Kafka ao longo do romance que ele deve ser "o garoto de quinze anos mais difícil do mundo" e, assim, o motiva a seguir a jornada de fugir de casa. É fortemente sugerido ao longo do romance que ele, senhorita Saeki e Nakata estão de alguma forma conectados por uma "realidade alternativa" na qual objetos metafísicos do subconsciente das pessoas tomam forma levando-os a encontrar uma "essência" para suas vidas em troca de tirar uma "parte" de sua alma.
Satoru Nakata
Nakata perdeu muitas de suas faculdades mentais quando criança; como um dos dezesseis alunos em uma excursão de coleta de cogumelos no final da Segunda Guerra Mundial, eles ficaram inconscientes após um misterioso clarão de luz no céu (embora mais tarde seja revelado que a luz não era a causa principal). Este evento é referido no romance como o "incidente de Rice Bowl Hill". Ao contrário das outras crianças, que se recuperaram pouco depois, Nakata permaneceu inconsciente por muitas semanas e, ao finalmente acordar, descobriu que sua memória e capacidade de ler haviam desaparecido, assim como suas funções intelectuais superiores (ou seja, pensamento abstrato), essencialmente tornando-o um "lousa em branco". Em seu lugar, Nakata descobriu que era capaz de se comunicar com gatos,ele sempre se referia a si mesmo na terceira pessoa . É sugerido que Nakata e senhorita Saeki já passaram pela "realidade alternativa" antes e é onde eles deixaram uma "parte" de sua "alma", levando suas sombras a serem irregulares em comparação com as pessoas normais.
Oshima
Um homem transexual de 21 anos, intelectual, hemofílico e gay . Ele é um bibliotecário e proprietário de uma cabana nas montanhas perto da Biblioteca Memorial Komura, que se aproxima de Kafka ao longo do romance. Ele se torna o mentor de Kafka enquanto o guia para as respostas que procura em sua jornada.
Hoshino
Um motorista de caminhão em seus vinte e poucos anos. Ele faz amizade com Nakata, devido à sua semelhança com seu próprio avô, e o transporta e o auxilia em seu objetivo incerto.
Senhorita Saeki
O gerente de uma biblioteca particular , onde Oshima trabalha e onde Kafka vive grande parte do romance. Ela já foi cantora e interpretou a música "Kafka on the Shore", que une muitos dos temas do romance. Embora sua aparência externa a faça parecer normal, ela sofre uma crise existencial após a morte de seu namorado. Ela viajou para a 'realidade alternativa' quando tinha 15 anos devido ao seu forte desejo de manter sua felicidade para sempre, eventualmente descobrindo a 'essência' usada para compor "Kafka on the Shore". No entanto, isso levou a essa versão de si mesma 'separando' dela.
Sakura
Uma jovem que Kafka conhece por acaso no ônibus. Ela o ajuda mais tarde em sua jornada. Mais tarde, ela é estuprada por Kafka em um sonho.
Johnnie Walker
Um matador de gatos que planeja fazer uma flauta com as almas dos gatos. Seu nome é tirado de Johnnie Walker, uma marca de uísque escocês, e ele se veste para parecer o homem apresentado no logotipo da marca.
Coronel Sanders
Um 'conceito abstrato' que assume a forma de um cafetão ou traficante. Ele tem o nome e tem a aparência de Harland Sanders, o fundador e rosto do Kentucky Fried Chicken. Ele ajuda Hoshino a encontrar a "pedra de entrada" para a "realidade alternativa".

### Gatos
Goma
Um gato perdido de propriedade da Sra. Koizumi.
Otsuka
Um gato preto idoso com quem Nakata se comunica facilmente.
Kawamura
Um gato marrom que ficou confuso depois de ser atropelado por uma bicicleta. Embora eles possam se comunicar, Nakata é incapaz de entender as frases repetitivas e estranhas de Kawamura.
Mimi
Um gato siamês inteligente . Seu nome vem de "Meu nome é Mimi" na ópera de Puccini "La Boheme".
Okaya
Um gato malhado.
Touro
Um gato preto que temporariamente se tornou um "conceito abstrato".

## Análise
O estudioso Michael Seats comparou a liminaridade do romance à exegese de Jacques Derrida do conceito de pharmakon. De acordo com Seats, as interpretações do romance podem ser contraditórias e muitas podem estar corretas.
Pelas lentes da teoria psicanalítica, Kafka é um personagem esquizoide que sofre de uma profunda maldição edipiana . O coração de Kafka é Kafka, sua personalidade autoconstruída, enquanto seu inconsciente, aquele que cumpriu a profecia edipiana de matar o pai quando completou 15 anos, é Corvo. A personagem Sakura é interpretada como a personificação da personalidade "curada", que é capaz de se conectar bem ao mundo real. Kafka, preso no palco do espelho , não consegue lidar com o cuidado dela, pois tem poder sobre a ordem simbólica. O personagem Oshima representa a divisão mente-corpo-espírito dentro de Kafka. O personagem Johnny Walker é um símbolo do conceito de sujeito parcialmente constituído de Julia Kristeva .

## Entendendo o livro
Após o lançamento da história, a editora japonesa de Murakami convidou os leitores a enviar perguntas ao seu site sobre o significado do livro. Murakami respondeu pessoalmente a cerca de 1.200 das 8.000 perguntas recebidas.
Em uma entrevista  publicada em seu site em inglês, Murakami diz que o segredo para entender o romance está em lê-lo várias vezes: " Kafka on the Shore contém vários enigmas, mas não há soluções. enigmas se combinam, e através de sua interação a possibilidade de uma solução toma forma. E a forma que essa solução assume será diferente para cada leitor. Dito de outra forma, os enigmas funcionam como parte da solução. É difícil explicar, mas isso é o tipo de romance que me propus a escrever".

## Recepção
O romance recebeu uma classificação de 79% do agregador de resenhas iDreamBooks com base em 31 resenhas de críticos de livros.
John Updike descreveu-o como "um verdadeiro virador de páginas, bem como um dobrador de mentes insistentemente metafísico". Desde seu lançamento em inglês em 2005 (tradução vencedora do PEN/Book-of-the-Month Club Translation Prize de 2005 por Philip Gabriel), o romance recebeu críticas positivas e elogios da crítica, incluindo um spot no The New York Times 10 Best Books of 2005 e o World Fantasy Award.